# 第49高射ミサイル旅団 (ロシア陸軍)
第49親衛高射ミサイル旅団（だい49しんえいこうしゃミサイルりょだん、ロシア語: 49-я гвардейская зенитная ракетная бригада）とは、ロシア陸軍の旅団。第1親衛戦車軍を構成する部隊の一つ。スモレンスク駐屯。

## 歴史
- 1967年：第49対空ミサイル旅団（ロシア語：49-я зенитно-ракетная бригада）としてレニングラード（現：サンクトペテルブルク）のルーガ市で創設[3]。
- 2012年：スモレンスクに移動[3]。
- 2022年4月：ウクライナ侵攻中にへルソンで旅団司令官イワン・グリシン大佐が戦死[4]。
- 2022年9月：「前線のためのすべて」プロジェクトを始める。これらにより支援者が前線で活動する兵士らが必要な物資を支援することができるようになった。旅団創設記念日には発電機、工具、迷彩網といった別の貨物が旅団創立記念日に送られた[5]。
- 2023年2月23日：スモレンスクに元司令官イワン・グリシン大佐の胸像が設置される[6]。同日には除幕式も開かれた。
- 2023年12月18日：ウラジーミル・プーチン大統領より、称号「親衛隊」を授与された[7][8]。